# 伊比库斯
伊比库斯（英語：Ibycus），约活动于公元前6世纪前后。古希腊诗人之一，为赫雷基乌姆的抒情诗人。效劳于萨摩斯的波吕克拉泰斯的宫廷。他的作品最初集为七卷本，主要是合唱歌曲、颂词和各种音步的爱情诗，现存有残篇。
葬于赫雷基乌姆。